# Susan Pevensie
Susan Pevensie (Dronning Susan den milde) er en fiktiv person i Narnia-fortællingerne. Susan optræder i 3 af bøgerne: Løven, heksen og garderobeskabet, Prins Caspian og Det sidste slag. I alle bøgerne optræder hun sammen med resten af sine fire søskende, hvor hun er den næstældste (efter Peter).